# Paretroplus maculatus
Paretroplus maculatus là một loài cá thuộc họ Cichlidae. Nó là loài đặc hữu của Madagascar. Môi trường sống tự nhiên của nó là các con sông. Nó bị đe dọa do mất môi trường sống. Khu vực chúng sống ước tính khoảng 100 m2,và damba mipentina có thể có quan hệ với loài đã tuyệt chủng trong tự nhiên.